# SpaceX CRS-32
SpaceX CRS-32 eller SpX-32 är en flygning till Internationella rymdstationen med SpaceX:s rymdfarkost Dragon 2. Farkosten sköts upp av en Falcon 9-raket, från Kennedy Space Center LC-39, den 21 april 2025.
Farkosten dockade med rymdstationen den 22 april 2025.
Målet med flygningen var att leverera förnödenheter och utrustning till rymdstationen.
Farkosten lämnade rymdstationen den 23 maj 2025, den 25 maj 2025 återinträdde den i jordens atmosfär och landade i Stilla havet.